# Landry Dimata
Nany Landry Dimata (Mbuji-Mayi, 1 september 1997) is een Belgisch voetballer die doorgaans als spits speelt.

## Clubcarrière

### Jeugd & KV Oostende
Dimata begon als achtjarige met voetballen bij FC Saint-Michel te Brussel. In september 2008 vertrok hij naar FC Brussels, waar hij vier jaar bleef. In 2012 begon hij als zestienjarige in de jeugd van RAEC Mons. Nadat deze ploeg failliet ging, bracht hij de rest van zijn jeugdjaren door bij Standard Luik. Dimata slaagde er echter niet in om door te stromen naar het eerste elftal van de Luikenaars. Hij werd in juli 2016 opgenomen in het eerste elftal van KV Oostende, dat hem voor zo'n 600.000 euro overnam van Standard. Daar debuteerde hij op 31 juli 2016 in het betaald voetbal, tijdens een met 2–1 verloren wedstrijd in de Eerste klasse op KRC Genk. Op 14 augustus 2016 speelde hij zijn eerste volledige wedstrijd, tegen Excel Moeskroen.
Op 21 oktober 2016 scoorde Dimata tegen KV Kortrijk zijn eerste doelpunt in de Jupiler Pro League. Dimata kwam vervolgens op dreef: in zes speeldagen scoorde hij zes keer. Dimata klokte in zijn debuutseizoen in Eerste klasse uiteindelijk af op twaalf competitiegoals. Hij scoorde ook tweemaal in de finale van de Beker van België, die Oostende uiteindelijk wel na strafschoppen verloor van Zulte Waregem. Op het einde van het seizoen werd Dimata op het Gala van Profvoetballer van het Jaar 2017 verkozen tot Jonge Profvoetballer van het Jaar, met 146 punten meer dan nummer twee Youri Tielemans.

### Vfl Wolfsburg
Na een jaar verkocht KV Oostende Dimata aan het Duitse VfL Wolfsburg. De Duitsers betaalden 11,5 miljoen euro voor de aanvaller, oftewel een veelvoud van wat de Oostendenaars een jaar eerder aan Standard hadden betaald. Bij Wolfsburg, waar hij in de aanval concurrentie kreeg van onder andere Divock Origi en Victor Osimhen, kwam hij in 23 competitiewedstrijden – 21 in de reguliere competitie en twee barragewedstrijden om het behoud tegen Holstein Kiel – niet tot scoren.

### Anderlecht
Na een jaar bij Wolfsburg te hebben gespeeld, werd de jonge aanvaller verhuurd aan Anderlecht met een aankoopoptie. Dimata maakte samen met spitsbroeder Ivan Santini een prima start bij Anderlecht: na vier speeldagen had hij al vijf goals gescoord, na veertien speeldagen stond zijn teller op tien goals. Hierdoor lichte Anderlecht al vrij snel de aankoopoptie van 5 miljoen euro.
De droomstart van Dimata kende echter een dramatisch vervolg: na de wedstrijd tegen Zulte Waregem op 10 februari 2019 verdween de aanvaller in de lappenmand met een kraakbeenletsel in de knie die hem de rest van het seizoen 2018/19 en het volledige seizoen 2019/20 kostte. Op 9 augustus 2020 maakte Dimata op de eerste speeldag van het seizoen 2020/21 tegen KV Mechelen zijn langverwachte rentree. Op de tweede speeldag tegen Sint-Truidense VV maakte hij ook opnieuw zijn eerste doelpunt. Op de derde speeldag volgde tegen Royal Excel Moeskroen vanop de strafschopstip zijn tweede doelpunt van het seizoen. Begin oktober 2020 leek Dimata op weg naar de Franse eersteklasser Dijon FCO, maar de transfer sprong uiteindelijk af.
Ondanks de verrassend goede seizoensstart moest Dimata het in de maanden na zijn afgesprongen transfer vooral stellen met invalbeurten – deels door zijn niet-fitheid, deels door de doorbraak van Lukas Nmecha.

### Espanyol
Om wedstrijdritme en vertrouwen op te doen werd Dimata op 1 februari 2020 voor de rest van het seizoen uitgeleend aan de Spaanse tweedeklasser Espanyol. Er werd ook een aankoopoptie voorzien in de overeenkomst. Nadat Espanyol de promotie naar de eerste klasse van Spanje had behaald werd de aankoopoptie van Dimata dan ook ingelicht. Hij tekende in juli 2021 een contract tot 30 juni 2024 bij de Spaanse club.

### N.E.C.
Op 30 augustus 2022 werd bekend dat N.E.C. Dimata voor een seizoen huurde van Espanyol. Hij ging in Nijmegen de concurrentiestrijd aan met Pedro Marques. Een dag later maakte hij zijn debuut tijdens het 1-1 gelijkspel tegen AZ. Hij viel na 76 minuten in voor Elayis Tavsan. Op 8 oktober maakte hij zijn eerste goal voor N.E.C. in het 1-1 gelijkspel met Excelsior. Op 21 januari 2023 scoorde hij tweemaal in de 3-1 overwinning op FC Emmen. Op 28 mei scoorde hij in de laatste speelronde tegen Fortuna Sittard (1-1) zijn tiende goal van het seizoen, waarmee hij clubtopscorer werd. Daarna keerde hij terug bij Espanyol.

### Samsunspor
Op 1 september 2023 maakte Dimata de overstap naar het Turkse Samsunspor, uitkomend in de Süper Lig.

## Clubstatistieken
| Seizoen         | Club            | Competitie         | Competitie | Competitie | Beker | Beker | Europa | Europa | Totaal | Totaal |
| Seizoen         | Club            | Competitie         | Wed.       | Dlp.       | Wed.  | Dlp.  | Wed.   | Dlp.   | Wed.   | Dlp.   |
| --------------- | --------------- | ------------------ | ---------- | ---------- | ----- | ----- | ------ | ------ | ------ | ------ |
| 2016/17         | KV Oostende     | Jupiler Pro League | 29         | 12         | 5     | 2     | —      | —      | 34     | 14     |
| 2017/18         | VfL Wolfsburg   | Bundesliga         | 23         | 0          | 1     | 0     | —      | —      | 24     | 0      |
| 2018/19         | → Anderlecht    | Jupiler Pro League | 20         | 13         | 1     | 0     | 3      | 0      | 24     | 13     |
| 2019/20         | Anderlecht      | Jupiler Pro League | 0          | 0          | 0     | 0     | —      | —      | 0      | 0      |
| 2020/21         | Anderlecht      | Jupiler Pro League | 14         | 2          | 0     | 0     | —      | —      | 14     | 2      |
| 2020/21         | → Espanyol      | Segunda Division A | 19         | 5          | 0     | 0     | —      | —      | 19     | 5      |
| 2021/22         | Espanyol        | Primera División   | 17         | 0          | 2     | 0     | —      | —      | 19     | 0      |
| 2022/23         | → N.E.C.        | Eredivisie         | 30         | 10         | 2     | 0     | —      | —      | 32     | 10     |
| 2023/24         | Espanyol        | Primera División   | 2          | 0          | 0     | 0     | —      | —      | 2      | 0      |
| 2023/24         | Samsunspor      | Süper Lig          | 15         | 1          | 2     | 0     | —      | —      | 17     | 1      |
| Carrière totaal | Carrière totaal | Carrière totaal    | 169        | 43         | 13    | 2     | 3      | 0      | 184    | 45     |

## Interlandcarrière
Dimata speelde tussen 2016 en 2018 twaalf interlands voor België -21. Hij was met zeven doelpunten de Belgische topschutter in de kwalificatiereeks voor het EK -21 in 2019. Vanwege kraakbeenproblemen aan zijn knie moest Dimata echter een kruis maken over het EK.
Op 25 augustus 2020 werd Dimata voor het eerst door bondscoach Roberto Martínez geselecteerd voor de Rode Duivels, mede doordat centrumspitsen Christian Benteke en Michy Batshuayi vanwege de coronapandemie niet buiten Engeland mochten reizen. Tegen Denemarken en IJsland kwam hij evenwel niet in actie.